# Impatiens catatii
Impatiens catatii är en balsaminväxtart som beskrevs av Henri Ernest Baillon. Impatiens catatii ingår i släktet balsaminer, och familjen balsaminväxter. Inga underarter finns listade i Catalogue of Life.